# Yokadouma
Yokadouma est une commune du Cameroun située dans la région de l'Est, à proximité de la frontière avec la République centrafricaine. C'est le chef-lieu du département du Boumba-et-Ngoko.

## Population
Lors du recensement de 2005, la commune comptait 63 962 habitants, dont 21 091 pour Yokadouma Ville.

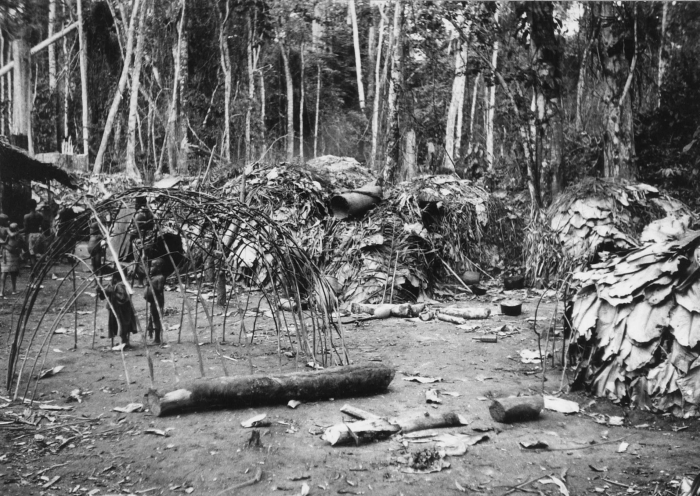
La colonie dirigée par les Pygmées juste au sud de Yokadouma.

En 2012 la population est estimée à 75 648 habitants.

## Structure administrative de la commune
Yokadouma compte 81 villages qui ont chacun à sa tête un chef traditionnel de 3e degré. Ces chefferies sont regroupées en 3 cantons correspondant aux chefferies de 2e degré (Bidjouki, Mpou-Mpong et Kounabembe).
Yokadouma compte notamment les villages suivants :
- Bangué
- Bompelo
- Djemba
- Gribé
- Madjoué
- Massea
- Massiembo
- Menziong
- Momjepom
- Ngatto Nouveau
- Zokadiba
- Zokboulabone

## Urbanisme et services publics
La localité dispose d'une centrale électrique isolée exploitée par Enéo d'une capacité installée de 1500 kW construite en 1994.

## Économie

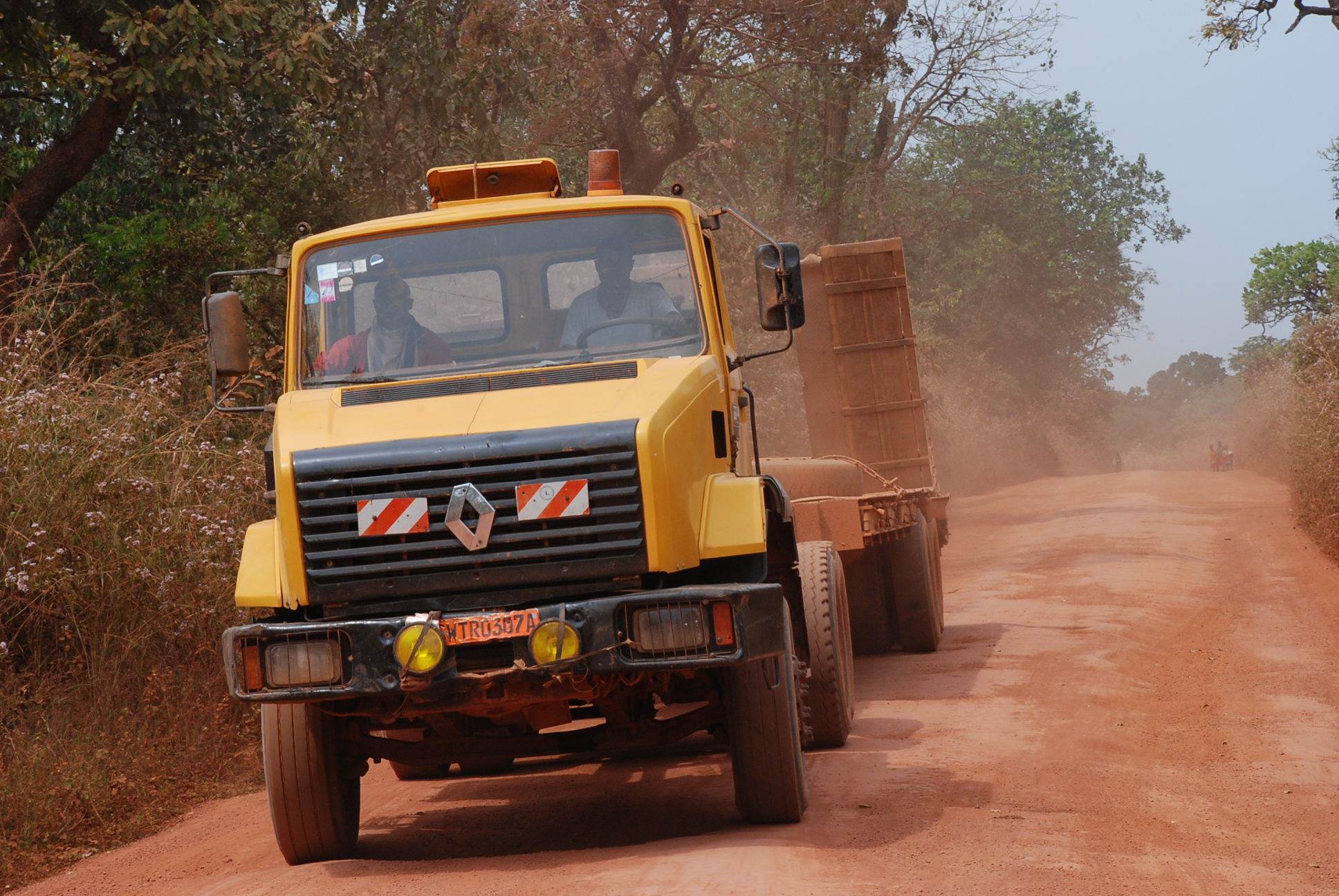
Grumier.

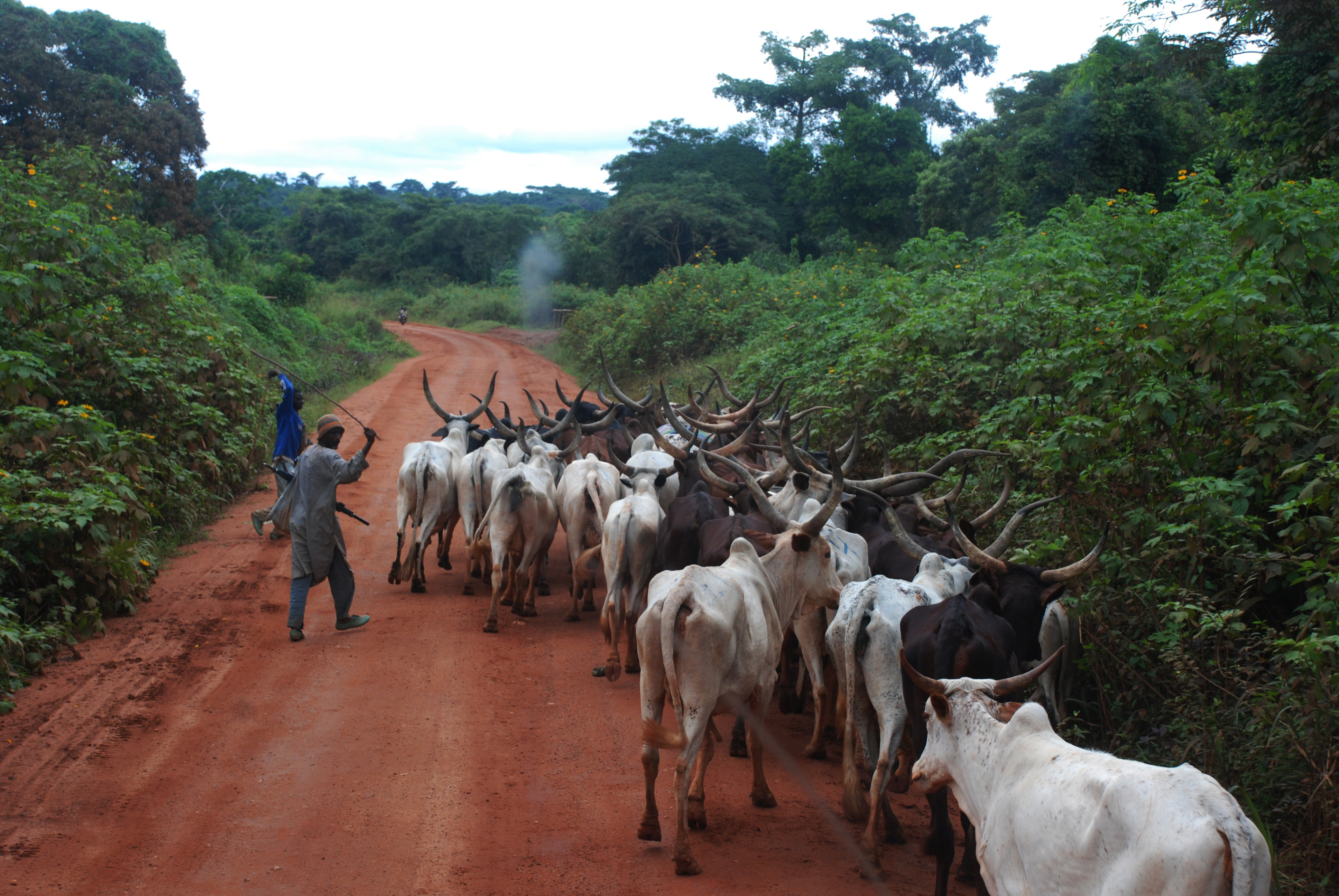
Caravane de bœufs.

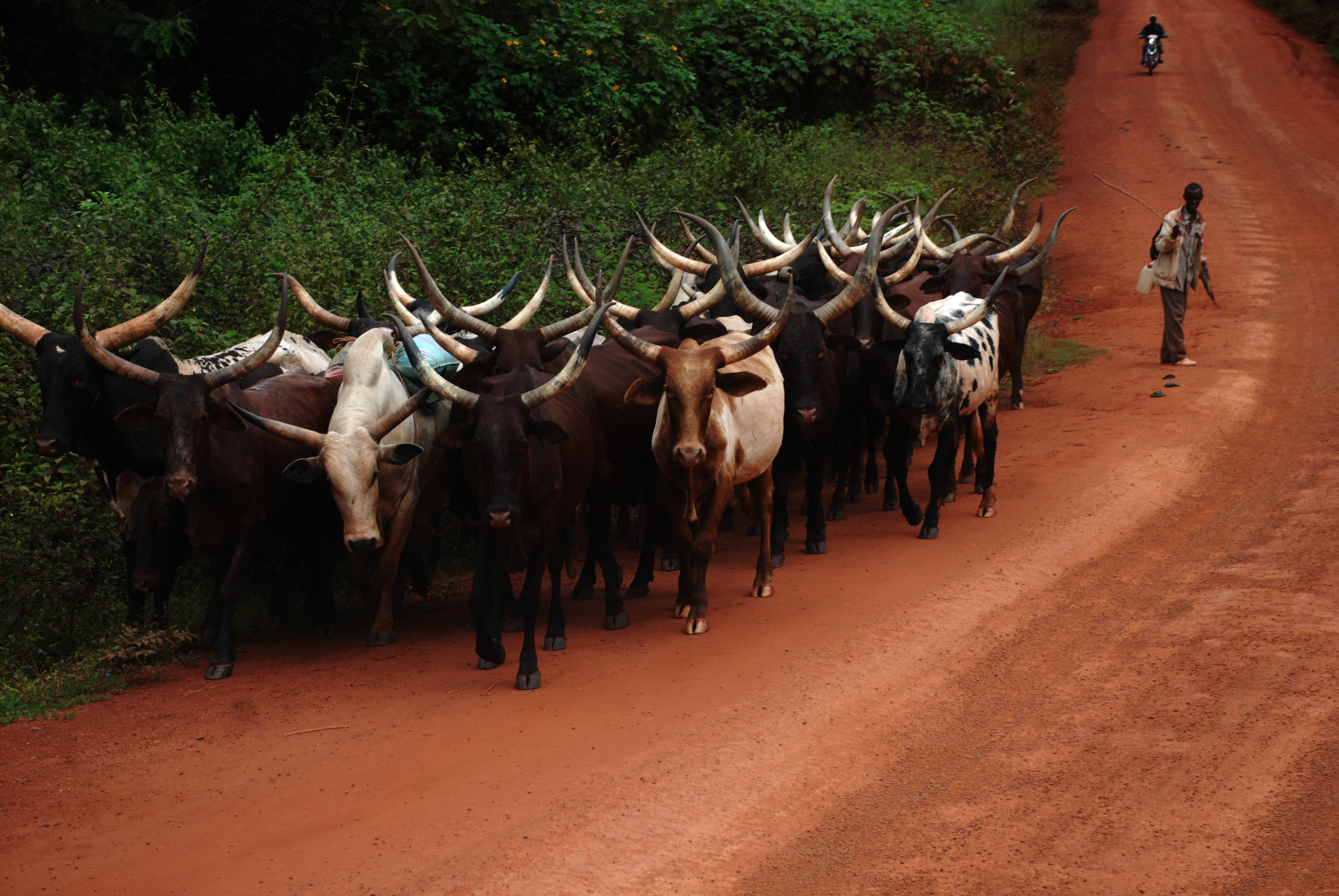
Caravane de boeufs à Yokadouma.

La principale activité économique de la ville est l'industrie forestière, favorisée par la présence de forêts à proximité.
Il existe également un peu d'agriculture, notamment un projet de relance des cultures de café et de cacao.
Quelque 5 000 personnes travaillent sur divers sites.
De nos jours, l'économie est basée sur la culture du cacao et l'agriculture. L'élevage est encore en voie de développement avec la mise en place de la pisciculture.

## Évêché
- Diocèse de Yokadouma
- Liste des évêques de Yokadouma
- Cathédrale de Yokadouma

## Personnalités nées à Yokadouma
- Careen Pilo, romancière et diplomate